# Bruce Alexander Cook
Bruce Alexander Cook (* 7. April 1932 in Chicago, Illinois; † 9. November 2003 in Hollywood, Kalifornien) war ein US-amerikanischer Journalist und Schriftsteller. Unter den Pseudonymen Bruce Alexander und Bruce Cook veröffentlichte er auch zahlreiche Kriminalromane.

## Leben und Werk
Cook wurde 1932 als Sohn eines Zugfahrdienstleiters in Chicago geboren. Bedingt durch den Beruf des Vaters, musste er in seiner Kindheit oft den Wohnort wechseln. Dadurch verbrachte er seine Jugendzeit in Kalifornien und Arizona, bevor seine Familie wieder nach Chicago zog. Schon früh wurde sein Interesse an der Schriftstellerei geweckt. Nach Abschluss des Studiums in dem Fach Literatur an der Loyola-Universität in Chicago heiratete er Catherine Coghlan. Ende der 50er Jahre wurde er als Übersetzer in der US-Armee in Frankfurt, Deutschland, eingesetzt.
Nach Beendigung seiner Militärzeit begann er eine Schreibkarriere mit Artikeln in zahlreichen öffentlichen Publikationen in Chicago. Nebenher war er mit freiberuflichen Artikeln für Publikationen wie den National Catholic Reporter tätig. Cook arbeitete anschließend als Kritiker für den National Observer, als Buchherausgeber für die Detroit News und die USA Today. Für die Los Angeles Daily News war er von 1984 bis 1990 als Verfasser tätig.
Als Schriftsteller veröffentlichte er 1971 bei Charles Scribner’s Sons sein erstes Buch The Beat Generation im Genre Sachliteratur. 1973 schrieb Cook auch ein Buch der musikalischen Geschichte Listen to the Blues und 1993 The Town That Country Built: Welcome to Branson, Missouri. Es folgte eine Biografie von Dalton Trumbo und eine Biografie über den deutschen Dichter Bertolt Brecht, Brecht in Exile.
Seinen ersten Roman Sex Life über die sexuelle Revolution veröffentlichte er 1978 in Chicago. Unter dem Pseudonym Bruce Cook schrieb Bruce Alexander vier Kriminalromane mit dem Serienhelden Antonio „Chico“ Cervantes, einem mexikanischen Privatdetektiv in Los Angeles. Da der Verlag für weitere Romane nicht genug bezahlen wollte, stellte Cook das Schreiben an dieser Romanfigur ein.
1994 veröffentlichte er unter dem Pseudonym Bruce Alexander den ersten Titel Blind Justice einer historischen Kriminalromanreihe um den Richter Sir John Fielding, Magistrat und Gründer der ersten Polizeieinheit Londons, der im 18. Jahrhundert lebte. Es folgten die Romane: Murder in Grub Street (1995), Watery Grave (1996), Person or Persons unknown (1997), Jack, Knave and Fool (1998), Death of a Colonial (1999), The Color of Death (2000), Smuggler´s Moon (2001), An Experiment in Treason (2002) und The Price of Murder (2003), der kurz vor seinem Tod erschien. Die Romane wurden in zehn Ländern und neun Sprachen veröffentlicht.
Sein letzter Roman der Sir John Fielding-Serie, Rules of Engagement, war noch in Arbeit, als Cook 2003 starb. Seine Witwe und der Schriftsteller John Shannon vervollständigten sein Werk. Der Roman wurde 2005 veröffentlicht. Nach seinem Tod erschien 2004 auch der Roman The confessions of William Shakespeare.
1994 heiratete er seine zweite Frau, die Konzert-Violinistin Judith Aller. Aus erster Ehe mit Catherine Coghlan hatte er drei Kinder. Am 9. November 2003 starb Bruce Alexander Cook an den Folgen eines Schlaganfalls in Hollywood, Kalifornien.

## Publikationen (Auswahl)

### Unter dem NamenBruce Alexander
Sir John Fielding Zyklus
- Blind Justice. Berkley Books, New York 1994, ISBN 0-425-15007-0-.
  - deutsch: Hinter geschlossenen Türen. Goldmann, München 1996, ISBN 3-442-72012-5.
- Murder in Grub Street. Berkley Books, New York 1995, ISBN 0-425-15550-1.
  - deutsch: Die zweite Wahrheit. Goldmann, München 1997, ISBN 3-442-72107-5.
- Watery Grave. Warner Books, London 1996, ISBN 0-7515-2020-9.
  - deutsch: Der Zorn des Gerechten. Knaus, München 1997, ISBN 3-8135-0063-2.
- Person or persons unknown. Putnams, New York 1997, ISBN 0-399-14309-2.
  - deutsch: Von unbekannter Hand. Goldmann, München 2000, ISBN 3-442-72704-9.
- Jack, knave and fool. Putnams, New York 1998, ISBN 0-399-14419-6.
  - deutsch: Das letzte Konzert. Verlag btb, München 2001, ISBN 3-442-72775-8.
- Death of a Colonial. Putnams, New York 1999, ISBN 0-399-14564-8.
  - deutsch: Tödliche Erbschaft. Goldmann, München 2002, ISBN 3-442-72910-6.
- The color of death. Putnams, New York 2000, ISBN 0-399-14648-2.
  - deutsch: Wer die Wahrheit kennt. Goldmann, München 2003, ISBN 3-442-72911-4.
- The smuggler's moon. Putnams, New York 2001, ISBN 0-399-14774-8.
- An experiment in treason. Putnams, New York 2002, ISBN 0-399-14923-6.
- The price of murder. Putnams, New York 2003, ISBN 0-399-15078-1.

### Unter dem NamenBruce (Alexander) Cook
- The Beat Generation. Charles Scribner’s Sons, New York 1971, ISBN 0-684-12371-1.
- Listen to the blues. Scribner’s, New York 1973, ISBN 0-684-13376-8.
- Dalton Trumbo. Scribner's, New York 1977, ISBN 0-684-14750-5.
- Sex life. M. Evans, New York 1978, ISBN 0-87131-263-8.
- Brecht in exile. Holt, Rinehart and Winston, New York 1983, ISBN 0-03-060278-5.
- Mexican standoff. Franklin Watts, New York 1988, ISBN 0-531-15089-5.
- Rough cut. St. Martin’s Press, New York 1990, ISBN 0-312-05149-2.
- Death as a career move. St. Martin’s Press, New York 1992, ISBN 0-312-06946-4.
- The town that country built. Welcome to Branson, Missouri. Avon Books, New York 1993, ISBN 0-380-77095-4.
- The sidewalk Hilton. St. Martin’s Press, New York 1994, ISBN 0-312-11062-6.
- Young Will. The confessions of William Shakespeare. St. Martin’s Press, New York 2004, ISBN 0-312-33573-3.
- Rules of Engagement. Putnam, New York 2005, ISBN 0-399-15242-3.